# Bagnaria Arsa
Bagnaria Arsa (tiếng Friulia Bagnarie) là một đô thị ở tỉnh Udine trong vùng Friuli-Venezia Giulia thuộc Ý, có cự ly khoảng 50 km về phía tây bắc của Trieste và khoảng 20 km về phía nam của Udine. Tại thời điểm ngày 31 tháng 12 năm 2004, đô thị này có dân số 3.491 người và diện tích là 19,1 km².
Đô thị Bagnaria Arsa có các frazioni (đơn vị cấp dưới, chủ yếu là các làng) Campolonghetto (tiếng Friulia Cjamplungut), Castions delle Mura (tiếng Friulia Cjasteons de Muris), Privano (tiếng Friulia Prevan), và Sevegliano (tiếng Friulia Sevean).
Bagnaria Arsa giáp các đô thị: Aiello del Friuli, Cervignano del Friuli, Gonars, Palmanova, Torviscosa, Visco.